# DO YA DO
「DO YA DO」（ドゥー・ヤー・ドゥー）は、CHAGE&ASKA（現：CHAGE and ASKA）の楽曲。自身の25作目のシングルとして、ポニーキャニオンから1990年6月27日に発売された。

## 背景・チャート成績
1990年8月に発売されたアルバム『SEE YA』の先行シングル。当初、「DO YA DO」と「太陽と埃の中で」が先行シングルの候補として挙げられていた。CHAGE（現：Chage）とASKAはシングルらしさに目を向けるために「DO YA DO」を選択し、「太陽と埃の中で」はシングル化しなくても代表曲となっていくと判断したことで、本作が発売された。
このシングルからアーティスト名の表記が"CHAGE&ASKA"に変更された。
オリコン週間ランキングでは、1980年に発売された「万里の河」以来となるトップ10入りを果たし、自身のシングルとしては2作目のトップ10入りとなった。

## 収録曲
| #         | タイトル       | 作詞      | 作曲      | 編曲                | 時間  |
| --------- | -------------- | --------- | --------- | ------------------- | ----- |
| 1.        | 「DO YA DO」   | 飛鳥涼    | 飛鳥涼    | 飛鳥涼、Jess Bailey | 5:13  |
| 2.        | 「YELLOW MEN」 | 澤地隆    | CHAGE     | 村上啓介            | 4:52  |
| 合計時間: | 合計時間:      | 合計時間: | 合計時間: | 合計時間:           | 10:05 |

## 楽曲解説
1. DO YA DO
トヨタ自動車「スプリンターカリブ」CMソング。また、SUBARU「VIVIO」CMソング[注 1]。
当初はアルバム『PRIDE』に収録されている楽曲「天気予報の恋人」のような存在になるように制作されていた[4]。
タイトルは英語のスラングで「Do you do?（=どうするつもり?）」という意味があるが、ASKAは制作した際には知らなかったことを公言している[4]。
2010年に発売されたアルバム『12』でASKAがセルフカバーしている。
2. YELLOW MEN
一つのコードがマイナーとメジャーに変わりながら展開していく曲であり、CHAGEによると、1コードでどこまで引っ張れるかにこだわったという[4]。
シングルバージョンは本作にのみ収録。

## 収録アルバム
- SEE YA (#1,#2)※#2はアルバム・ミックス
- SUPER BEST II (#1)※リミックス・ヴァージョン
- SUPER BEST BOX SINGLE HISTORY 1979-1994 AND Snow Mail (#1)※リミックス・ヴァージョン
- CHAGE&ASKA VERY BEST ROLL OVER 20TH (#1)